# Ship Mates
Ship Mates è un cortometraggio del 1929 diretto da Henry W. George, pseudonimo con il quale si firmava da regista il popolare attore britannico Lupino Lane, protagonista del film, una commedia dove recita a fianco del fratello Wallace. Fu il primo film sonoro di Lane.

## Produzione
Il film fu prodotto dalla Lupino Lane Comedy Corporation.

## Distribuzione
Distribuito dalla Educational Film Exchanges, il film - un cortometraggio in due bobine - uscì nelle sale cinematografiche USA il 21 aprile 1929 in versione sincronizzata.